# Mauryadynastie
De Mauryadynastie was een Indiase dynastie, die tussen ongeveer 321 en 185 v.Chr. heerste over vrijwel het gehele Indische subcontinent. Binnen de geschiedenis van het Indisch Subcontinent was het Mauryarijk een van de grootste rijken. In de hoogtijdagen van de dynastie overheersten zij vrijwel geheel het noorden en midden van het huidige India, alsmede gedeelten van Afghanistan, Pakistan, Oezbekistan en Turkmenistan.
De dynastie en dan met name de derde heerser Asoka, die zich bekeerde tot het boeddhisme leeft nog steeds voort in het bewustzijn van het Indiase volk. Het nationale embleem van India, de vier leeuwen, op een ronde steen met onder andere een olifant en een paard, is afkomstig van een zuil van Asoka.

## Overzicht van de Mauryadynastie
In onderstaande tabel is een overzicht van de Mauryadynastie opgenomen. De opgegeven jaartallen zijn globaal. In diverse bronnen worden verschillende jaartallen opgegeven.
| Naam heerser        | Van | Tot | Bijzonderheden |
| ------------------- | --- | --- | --- |
| Chandragupta Maurya | 322 | 298 | Chandragupta was stichter van de Mauryadynastie. Hij wordt gezien als de eerste Indiase keizer die het subcontinent bijeenbracht.                                                                 |
| Bindusara           | 297 | 272 | Onder Bindusara werd het rijk in zuidelijke richting flink uitgebreid. Bindusara had twee zoons, Sumana en Asoka.                                                                                 |
| Asoka               | 273 | 232 | Asoka veroverde meer gebieden en omarmde het boeddhisme vanuit de Vedische traditie. Onder de heerschappij van Asoka was het rijk het grootst van omvang.                                         |
| Dasaratha Maurya    | 232 | 224 | Over Dasaratha is weinig bekend. Hij volgde Asoka op, omdat zijn halfbroer Kunala blind was geworden. Dasaratha werd niet opgevolgd door zijn eigen zoon, maar door Samprati, de zoon van Kunala. |
| Samprati            | 224 | 215 | Samprati werd beïnvloed door een jaïnistische monnik. Hij zond jaïnische wijzen naar het buitenland om het jaïnisme te verspreiden.                                                               |
| Salisuka            | 215 | 202 | |
| Devavarman          | 202 | 195 | |
| Satadhanvan         | 195 | 187 | |
| Brihadratha         | 187 | 185 | Brihadratha was de laatste heerser. Hij werd vermoord in 185. De macht werd overgenomen door zijn generaal, Pusyamitra Sunga, de grondvester van de Sungadynastie.                                |

Legenda bij deze tijdbalken: op de horizontale as staat de tijd in stappen van 10 jaar. Van boven naar beneden de oudste en de jongste heerser. Hieruit blijkt duidelijk dat de eerste heersers veel langer aan het bewind waren dan de latere.

## Geschiedenis

### Ontstaan: verval van het Rijk van Alexander de Grote
Het ontstaan van het Mauryarijk viel samen met het overlijden van Alexander de Grote in 323 v.Chr.. Na zijn overlijden viel zijn rijk uiteen, waardoor nieuwe koninkrijken konden ontstaan. In India greep Chandragupta Maurya, de grondvester van de Mauryadynastie deze kans aan.
Eerder, in 326 v.Chr., had Alexander de Grote het noordwesten van het Indiase subcontinent veroverd. Hij sloot een alliantie met koning Ambhi van Taxila. Met diens hulp slaagde Alexander erin koning Poros van Pauravas te onderwerpen. Pauravas was een staat in het oostelijk deel van het huidige Punjab. Porus werd verslagen bij de Slag bij de Hydaspes. Hydaspes is de Griekse naam van de rivier Jhelum, die in Pakistan ligt.
Alexander vestigde na deze slag vazalstaten. Hij liet deze leiden door de voormalige koningen Ambhi en Porus, en stichtte verscheidene vestingsplaatsen. Een Griek genaamd Philippus leidde een Macedonisch bezettingsleger. Toen deze vermoord werd, werd hij vervangen door Eudamus.
Alexander wilde verder trekken naar het Oosten, maar zijn troepen weigerden dit. Daarom keerde Alexander terug naar Babylon en schakelde hij zijn troepen ten westen van de Indus weer in. Toen Alexander kort daarna, in 323 v.Chr., in Babylon overleed, viel zijn rijk uiteen, waardoor nieuwe koninkrijken konden ontstaan. Een mogelijkheid die in India werd aangegrepen door Chandragupta Maurya.

### Chandragupta
Chandragupta Maurya werd geholpen door zijn brahmaanse adviseur Kautilya, ook bekend als Chanakya en Vishnugupta. Zij grepen samen rond 321 v.Chr. de macht in het rijk Magadha in het zuiden van Bihar. Volgens de verhalen was Chandragupta een buitenechtelijk kind dat door een prins was verwekt bij een vrouw uit een lagere kaste. Snel breidde Chandragupta zijn rijk uit. De bekendste overwinning was in 305 v.Chr. toen hij Seleucus Nicator versloeg, de generaal van Alexander die het oostelijke deel van het rijk tot het zijne had gemaakt. Hierdoor werd zijn rijk uitgebreid tot over de Indus en zelfs tot in het huidige Afghanistan. Seleucus kreeg hiervoor in ruil 500 krijgsolifanten, en de twee heersers sloten een alliantie.

### Bindusara
Bindusara was een zoon van Chandragupta. Hij zette de op expansie gerichte strategie van zijn vader voort, en breidde het rijk vooral in zuidelijke richting uit, naar het Hoogland van Dekan en verder.

### Asoka
Asoka was de derde heerser van het Mauryarijk. Zijn regering begon net zoals die van Chandragupta en Bindusara met veroveringen. Acht jaar na het begin van zijn koningschap veroverde hij na een bloedige strijd Kalinga, grofweg de huidige staat Odisha. Met deze verovering bereikte het Mauryarijk zijn maximale omvang.
Asoka, terugkijkend op deze campagne, had spijt van het bloedvergieten, en uitte deze spijt in rotsedicten die hij over heel India liet oprichten. Hij voerde geen verdere oorlogen meer, maar legde zich toe op het boeddhisme en de invoering van een ethische code, gebaseerd op het boeddhisme, de dhamma. Deze code was gebaseerd op kernwaarden zoals tolerantie, geweldloosheid, respect voor meerderen en compassie voor minderen. Asoka investeerde in de oprichting van vrij toegankelijke ziekenhuizen, veterinaire klinieken, badgelegenheden, bronnen en rustplaatsen voor reizigers. Hij verspreidde het boeddhisme niet alleen onder zijn eigen volk, maar zond ook missionarissen naar het buitenland, onder meer naar Sri Lanka en het huidige Syrië.
Vanwege zijn persoonlijke schuldbetuiging en aanhang van geweldloosheid is Asoka een uniek personage in de wereldgeschiedenis. Hij wordt vanwege zijn overtuiging ook tegenwoordig nog gezien als een van de grootste heersers die India ooit gehad heeft. Zijn embleem, een zuil met vier leeuwen, is het officiële symbool van de tegenwoordige republiek India.

### Na Asoka
Na de dood van Asoka bleek de dhamma onvoldoende wortel te hebben geschoten om als bindmiddel voor de samenleving te dienen. Spoedig scheidden diverse provincies zich af van het rijk, en kwamen andere rijken op in het gebied dat onder Asoka door de Mauryadynastie werd geregeerd. Circa 185 v.Chr., slechts zo'n 50 jaar na Asoka's dood, werd de laatste heerser Brihadratha gedood door zijn legerleider, die de Sungadynastie stichtte. Tijdens deze dynastie werden boeddhisten vervolgd en werd het hindoeïsme weer de overheersende religie.

## Historische bronnen
Onze kennis van de Mauryadynastie is voornamelijk gebaseerd op een drietal bronnen: de Arthashastra, de geschriften van Megasthenes en de inscripties van Asoka.

### Arthashastra
De Arthashastra is een beschrijving van het staatsbestel, volgens overlevering geschreven door Kautilya, de belangrijkste adviseur van Chandragupta. In de vorm zoals hij is overgeleverd, stamt het werk uit de eerste eeuwen van onze jaartelling, maar diverse delen stammen vermoedelijk inderdaad uit de Mauryatijd. Wel is het de vraag in hoeverre het boek de werkelijkheid in de Mauryaperiode beschrijft, en in hoeverre het boek slechts het ideaalbeeld van Kautilya of latere bewerkers weerspiegelt. Het is een beschrijving hoe een vorst zijn macht kan behouden en uitbreiden, hoe hij zijn rijkdom kan vergroten en zijn rijk dient te besturen.

### Megasthenes
Megasthenes was ambassadeur van Seleucus I bij Chandragupta. Hij beschreef de gebieden die hij bezocht had in zijn boek met als titel Indica. De Indica zelf is niet bewaard gebleven, maar we kennen er toch grote delen van omdat Megasthenes veel werd geciteerd door latere schrijvers.

### Inscripties van Asoka

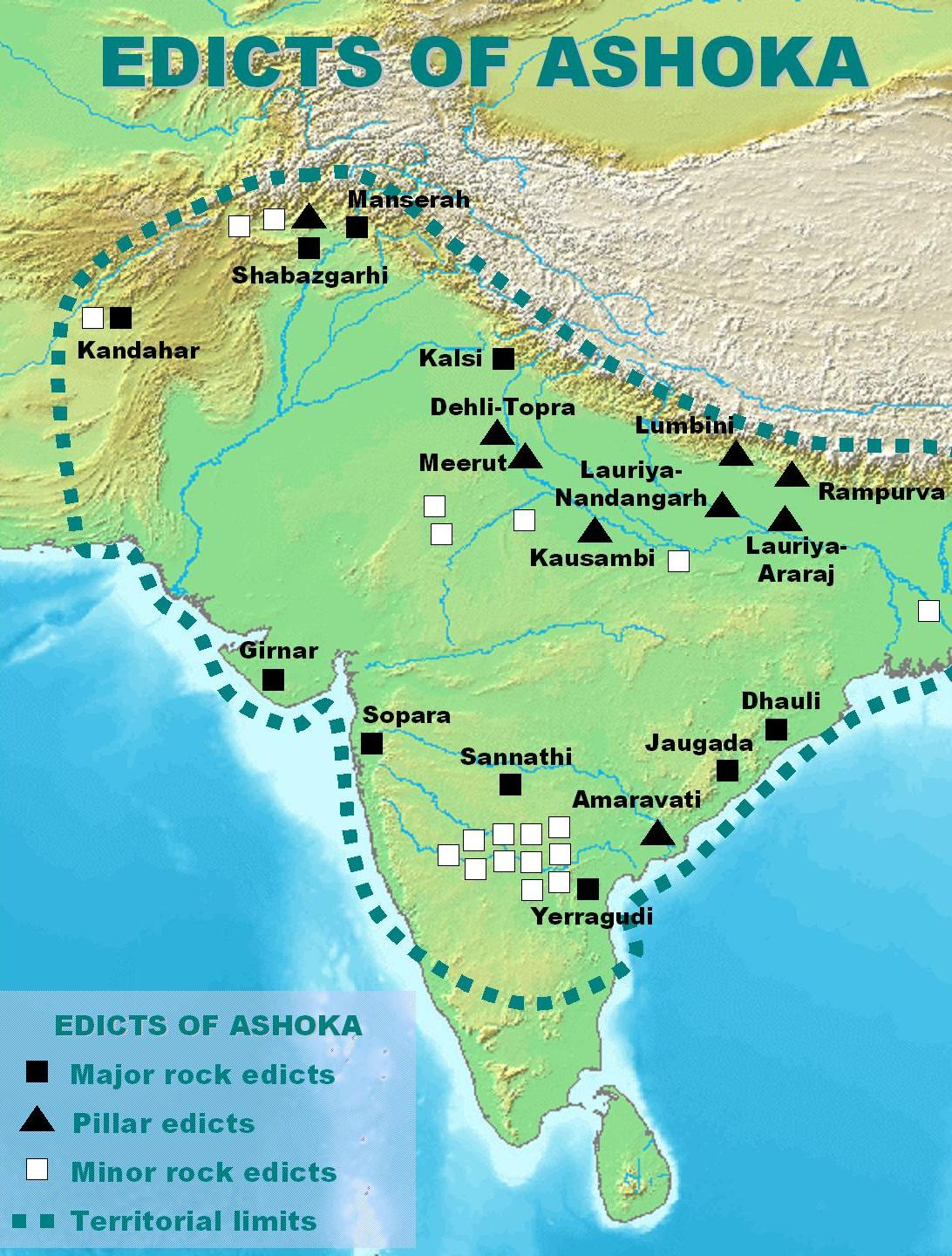
Verspreiding van de inscripties van Asoka

Asoka was de eerste Zuid-Aziatische koning die inscripties naliet, in steen gebeitelde teksten die publiek getoond werden. Deze inscripties worden wel de edicten van Asoka genoemd. Door deze inscripties weten wij meer over Asoka dan over zijn voorgangers. Joseph Tiefenthaler was de eerste westerling die resten van de Mauryadynastie aantrof. Hij beschreef rond 1750 de Meerutpilaar in Delhi.
In 1837 ontcijferde James Prinsep het schrift waarin deze inscripties geschreven waren. Omdat Asoka zich echter slechts bij titel identificeerde in deze inscripties, duurde het nog geruime tijd voordat ze met zekerheid aan hem konden worden toegeschreven.

### Andere bronnen
Een andere bron is het reisverslag van de Chinese monnik Fa Xian, die op bedevaart naar India ging en daarvan een reisverslag naliet. Hij beschreef onder andere het paleis in de hoofdstad. Fa Xian bezocht India echter veel later (399 - 414 na Chr.), dus hij kan alleen de oude monumenten hebben gezien, en de verhalen hebben gehoord.

## Geografie

### Ligging
Het Mauryarijk vond zijn oorsprong in het gebied van het koninkrijk Magadha, dat lag in het oostelijk deel van de Indus-Gangesvlakte. De hoofdstad van het rijk was Patliputra, bij de huidige stad Patna.
Na de vestiging van het rijk in 322 v.Chr. door Chandragupta Maurya, werd het grondgebied snel uitgebreid naar het westen. Daarbij profiteerde Chandragupta van de terugtrekking van de Griekse en Perzische legers na het overlijden van Alexander de Grote. Rond 320 was het gehele noordwestelijke deel van het huidige India veroverd.
De maximale omvang bereikte het rijk tijdens de regering van Asoka. Het reikte vanaf de natuurlijke grens van de Himalaya in het noorden tot vrijwel de zuidelijkste punt van het subcontinent. Een klein gedeelte daarvan, in de omgeving van Kalingia bleef onontdekt bebost gebied.
In het westen liep het rijk tot voorbij het tegenwoordige Pakistan en omvatte Beloetsjistan Pakistan en Beloetsjistan Iran en een groot deel van wat nu Afghanistan heet, inclusief de huidige provincies Herat, Kandahar, zuiden van Oezbekistan en het oosten van Turkmenistan waaronder Merv jarenlang een boeddhistische en Hindoeïstische bedeplaats was.
Na de dood van Asoka kwam het rijk snel in verval, en gingen diverse gebieden verloren. Slechts zo'n 50 jaar later was het geheel verdwenen. De laatste Mauryaheerser werd tijdens een militaire parade vermoord door zijn eigen brahmaanse generaal.

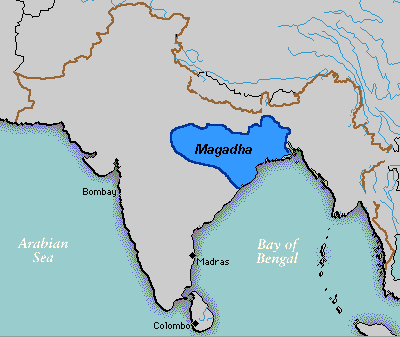
Het Magadharijk
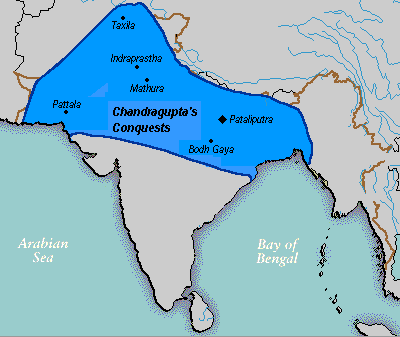
Omvang van het rijk onder Chandragupta rond 320
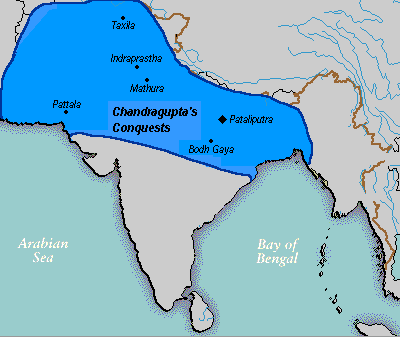
Omvang van het rijk onder Chandragupta rond 305
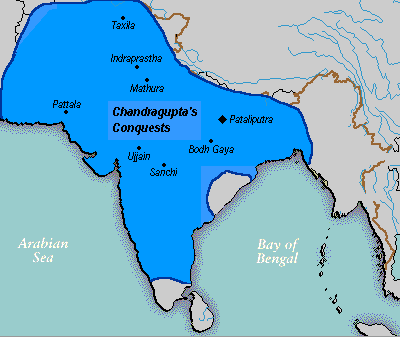
Omvang van het rijk bij de dood van Bindusara rond 270
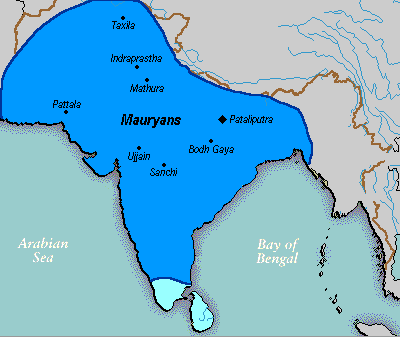
Omvang van het rijk onder Asoka vanaf ca. 260

### Steden
Het grootste deel van de bevolking leefde nog op het platteland, maar de steden ontwikkelden zich in de Mauryatijd. De meeste steden ontstonden als productiecentra, als vestigingsplaats van een van de gilden. Buiten het oorspronkelijke kerngebied in de Gangesdelta lagen de steden vaak in groepjes.
Volgens de beschrijvingen in de Arthashastra moest een versterkte stad omringd worden door een aarden wal, die gemaakt was van modder. De aarde moest worden aangestampt door olifanten of stieren. Bij voorkeur had een stad meerdere omwallingen, met grachten daartussen. Liefst moesten de grachten in verbinding staan met een rivier. De wallen werden beplant met doornstruiken en giftige planten. De wallen waren bekroond met een borstwering of parapets, en waren voorzien van torens op regelmatige afstanden. De hoofdstad Patliputra zou omringd zijn geweest door drie wallen en zou 64 poorten hebben gehad, die op vaste tijden geopend en gesloten werden.
De straten binnen een stad waren breed, en ongeplaveid, afgezien van een afwateringsgoot in het midden van de straat.

## Bestuur
Het bestuurssysteem van de Mauryadynastie was centralistisch. Alle macht lag bij de koning. De koning werd ondersteund door een uitgebreide en goedbetaalde bureaucratie, evenals door een netwerk van spionnen. Deze agenten moesten de mening van de bevolking peilen, om zo onder meer pogingen tot opstand vroegtijdig te onderkennen. Ook het leger was zeer uitgebreid. Schattingen stellen het leger van Chandragupta op 9000 olifanten, 30.000 man cavalerie en 600.000 man infanterie. Waarschijnlijk zijn deze aantallen overdreven, maar dat het leger zeer groot was, lijkt wel zeker.
Het rijk werd bestuurlijk verdeeld in vier provincies. Uit de edicten van Asoka zijn de namen van de hoofdsteden van deze provincies bekend:
- Tosali in het oosten;
- Ujjain in het westen;
- Suvarnagiri in het zuiden;
- Taxila in het noorden.

## Economie

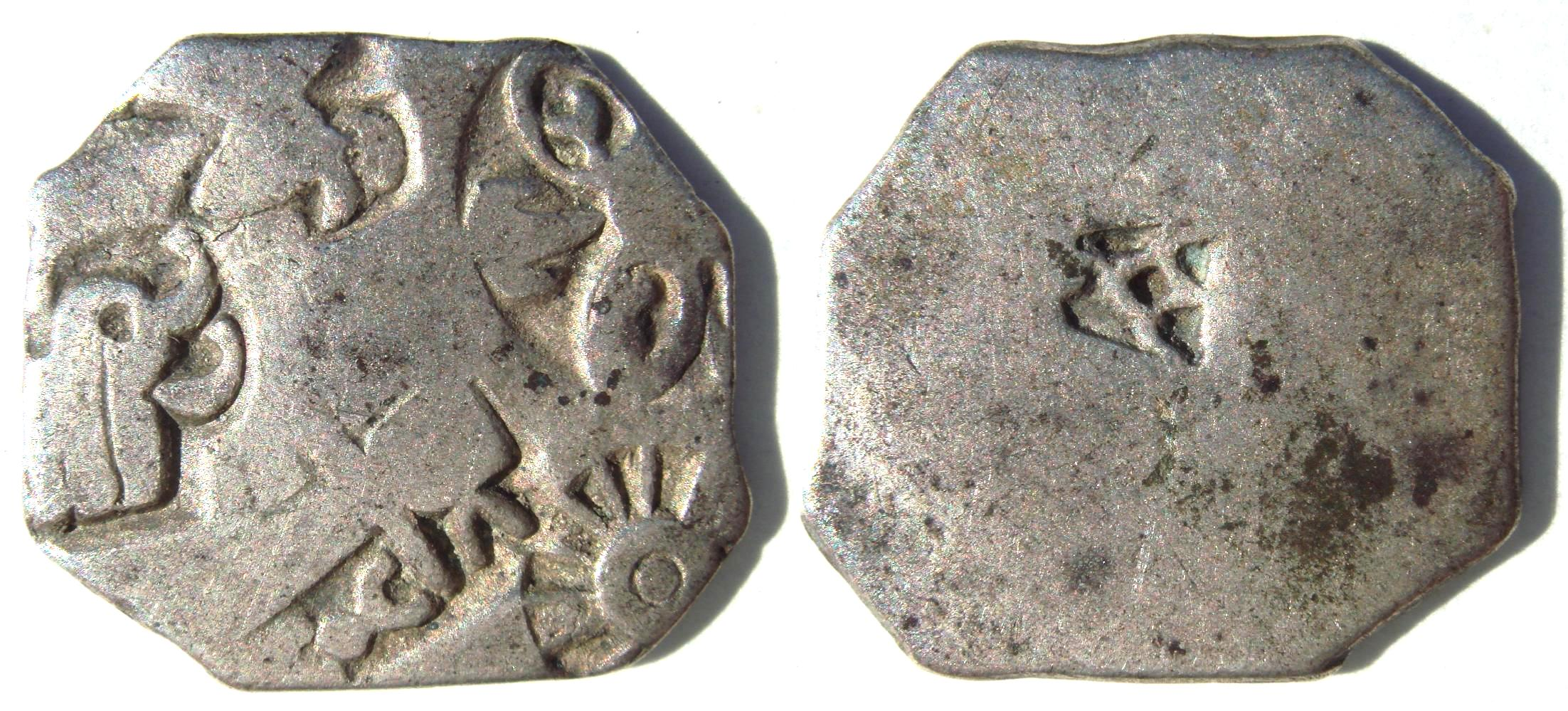
Betaalmiddel uit de tijd van de Mauryadynastie

De belangrijkste inkomstenbron van de staat was de grondbelasting. Deze was gesteld op een zesde deel van de landbouwinkomsten. Ook vanuit andere economische activiteiten werd belasting betaald. Zo verkreeg de staat tevens inkomsten uit mijnen, uit monopolies op zout en olie. Daarnaast moesten de shudra's, dat wil zeggen de leden van de laagste kaste, dwangarbeid verrichten.
De interne handel op het subcontinent bloeide in de Mauryatijd. Handelaren profiteerden van de interne eenheid die het grote rijk met zich meebracht, en van een uitbreiding van de infrastructuur, vooral in de vorm van wegen. De belangrijkste hiervan, de grote koninklijke hoofdweg, strekte zich uit van de noordwestgrens via de hoofdstad Patliputra tot aan de monding van de Ganges. Langs deze weg vond men richtingaanwijzers en bomen ter beschutting; waar nodig waren er veren aangelegd. Tijdens de Mauryaperiode werden de maten en gewichten geharmoniseerd, en nam het gebruik van geld als betaalmiddel toe.
Er werd ook internationale handel gevoerd, met Griekse staten maar ook met Zuidoost-Azië. Het rijk exporteerde zijde en ander textiel, kruiden en levensmiddelen.
De overheidscontrole op de economie was strikt. Het oprichten of verplaatsen van gilden was slechts na overheidstoestemming toegestaan, en voor sommige producten werd de prijs centraal vastgelegd. Uit de Arthashastra spreekt een tweeslachtige houding ten opzichte van de handel: aan de ene kant had de regering de welvaart en financiën nodig die hieruit voortvloeiden, aan de andere kant was zij huiverig voor het onafhankelijke machtscentrum dat hieruit kon ontstaan.

## Religie

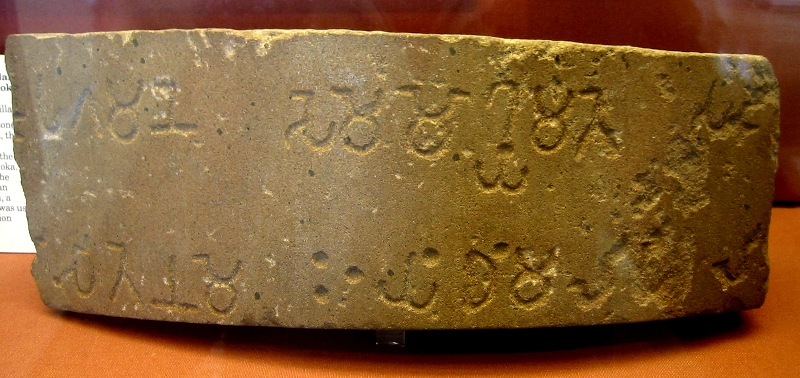
Een inscriptie van Asoka op een pilaar. In dit geval is een stuk van de pilaar afgezaagd. De pilaren bestonden oorspronkelijk uit een stuk steen

Elk aspect van het leven in India tijdens de Mauryadynastie werd beheerst door dharma, de "deugdelijke plicht" van de mensen, of de "natuurlijke wetmatigheid". Asoka was derhalve een Dharmamaharadja en de lieveling van de goden.
Er werd geen onderscheid gemaakt tussen wetgeving, religie en ethiek, en het begrip dharma had dan ook betrekking op al deze aspecten van het leven. Het was de taak van de koning om het voor zijn onderdanen mogelijk te maken om volgens dharma te leven.
Dharma is een begrip uit zowel het hindoeïsme, als het boeddhisme en jaïnisme. Oorspronkelijk moest het dharma bereikt worden door het zwaard. In de vredelievender periode van Asoka bleef het zwaard daarbij achterwege. De vredelievende interpretatie van dharma door Asoka is bekend uit zijn inscripties (ook wel edicten genoemd).

## Kunst en cultuur
De kunst van de Mauryadynastie is op dit moment nog zichtbaar in de nagelaten pilaren met daarop kapitelen, losstaande beelden, in de architectuur van een van de paleizen, de stoepa's, vihāra's en in graniet uitgehakte grotten.

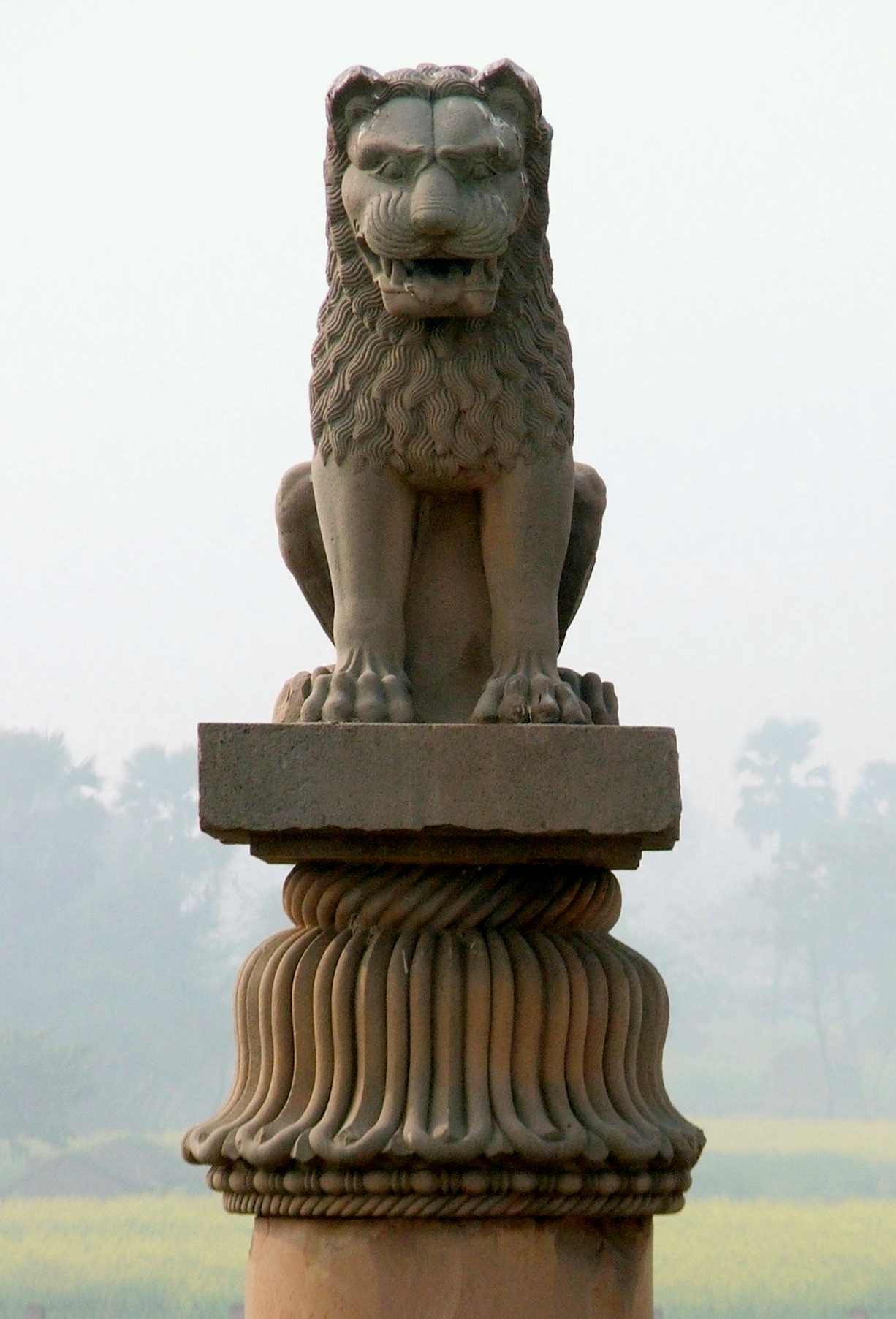
Kapiteel met een zittende leeuw op een pilaar in Vaishali

### Pilaren en kapitelen
Er zijn uit de tijd van Asoka enige tientallen pilaren bekend. De Chinese monnik Fa Xian zag er 6, en Yang Chwang trof er 15 aan. In de laatste 200 jaar zijn er nog 7 pilaren ontdekt.
De pilaren bestaan uit glad gepolijst zandsteen en zijn allemaal afkomstig uit Chunar. De pilaren zijn 10 tot 15 meter hoog, licht conisch van vorm, en zijn gemaakt uit één stuk. Tegenwoordig zijn de pilaren vaak omgevallen of gebroken. De pilaren werden ingegraven in de bodem en werden aan de onderzijde omringd met platte steen of baksteen. Hiermee werden de pilaren overeind gehouden. Het ondergrondse deel was niet gepolijst. De pilaren markeren vaak belangrijke plaatsen die verband houden met het boeddhisme.
Sommige pilaren hebben inscripties, de zogeheten Edicten van Asoka. In de meeste gevallen zijn dat zes edicten; in één geval, in Delhi, staan op de pilaar 7 edicten. De inscripties zijn soms gedateerd, bijvoorbeeld uit het 12e of uit het 20e regeringsjaar van Asoka. Ondanks deze inscripties denkt men dat sommige pilaren stammen uit een periode voor de regering van Asoka. Omdat de pilaren plotseling opkwamen in de geschiedenis, denkt men dat er invloeden vanuit het buitenland een rol speelden, vanuit Iran of vanuit het hellenistische Griekenland.
De kapitelen die op de pilaren staan, bestaan ook uit één stuk steen. Onderaan bestaan de kapitelen uit een omgekeerde, belvormige, lotus, daarop ligt een abacus die rondom vaak is versierd met bloemmotieven, dieren of vogels. Bovenop staat een groter beeld als bekroning. De overblijvende kapitelen hebben een dier als bekroning, namelijk een leeuw, paard, olifant of stier. De beroemdste hiervan is het kapiteel met drie leeuwen. Afbeeldingen hiervan worden nog steeds gebruikt, bijvoorbeeld op munten.

### Architectuur
Er is weinig architectuur overgebleven uit de tijd van de Mauryadynastie, omdat de meeste gebouwen van hout waren. In het paleis in Patliputra zijn opgravingen gedaan. Daarnaast zijn nog enkele kunstmatig gemaakte grotten uit de tijd van de Maurya's overgebleven.

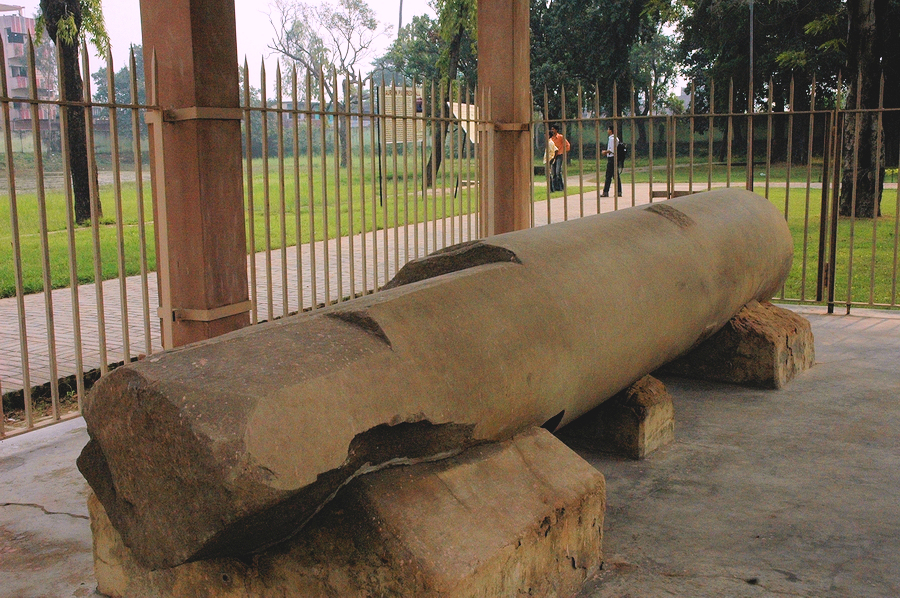
Pilaar van het Mauryapaleis in Kumhrar

#### Paleisarchitectuur
Van het paleis van de Maurya's in Patliputra is weinig meer overgebleven dan de verbrande resten onder het slib van Kumhrar. De opgravingen in Kumhrar laten zien dat het paleis een grote zaal bevatte met ten minste 80 zuilen van 10 meter hoog. De opgravingen lijken erop te duiden dat de zaal drie verdiepingen heeft gehad. Het is niet bekend welke van de eerste drie heersers van de Mauryadynastie dit paleis heeft laten bouwen. De invloed van de Perzen is er echter wel in zichtbaar. De eerste opgravingen zijn gedaan in 1912 -1915, door D.B. Spooner.

#### Grotarchitectuur

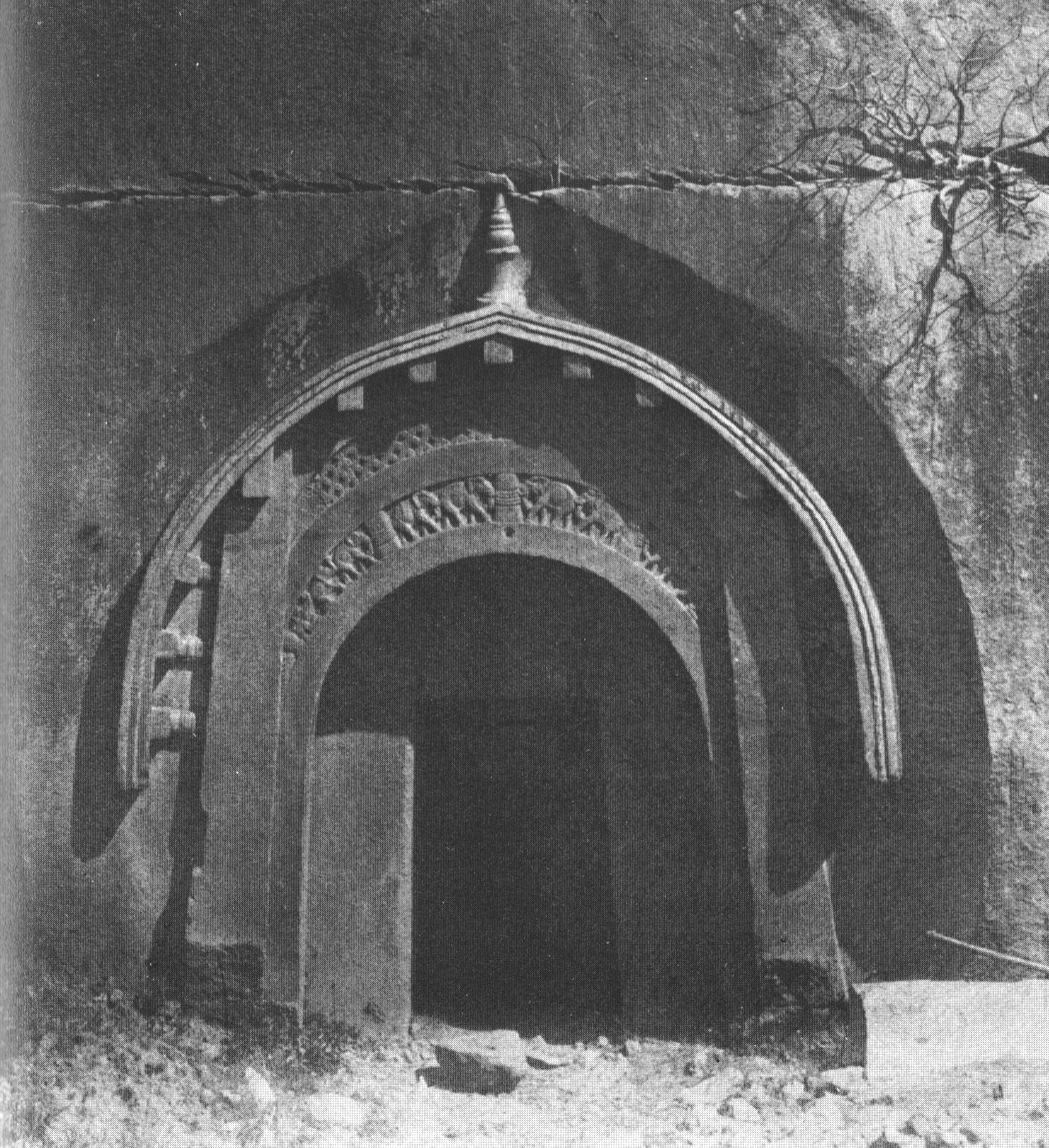
Ingang van Lomas Rishi

De lange traditie van Indiase monniken bestond ook al in de tijd van de Mauryadynastie. De monniken woonden voor de Mauryaperiode vooral in houten onderkomens in de bossen. De heersers waren vanouds hun patronen. Zo lieten ook Asoka en Dasaratha in een periode van 50 jaar grotwoningen in graniet uithakken voor deze heremieten. Deze grotten hebben een vorm die doet denken aan de eerdere houten onderkomens.
Er zijn op drie locaties grotten overgebleven, die door inscripties of andere aanwijzingen aan de Mauryaheersers worden toegeschreven. In het huidige district Jehanabad bevinden zich de vier grotten in de heuvel van Barabar, deels met inscripties van Asoka. Hier is onder andere de rijk gedecoreerde grot van Lomas Rishi (Barabar) te vinden, met een gebeeldhouwde ingang. De bovenste van de twee bogen van de ingang is versierd met roosterwerk, de onderste met kunstig gebeeldhouwde olifanten, die eer betuigen.
In de nabijgelegen heuvel van Nagarjuni bevinden zich drie grotten, elk met inscripties van Dasaratha. Tot slot is er één grot in Sītāmarhī, uitgehakt in een granieten rots.
De grotten bestaan meestal uit twee vertrekken met gepolijste muren. De eerste kamer na de ingang was bedoeld voor eerbetoon. Het tweede vertrek is meestal kleiner en rond. Daarin stond waarschijnlijk een kleine stoepa. De grotten zijn momenteel helemaal leeg.

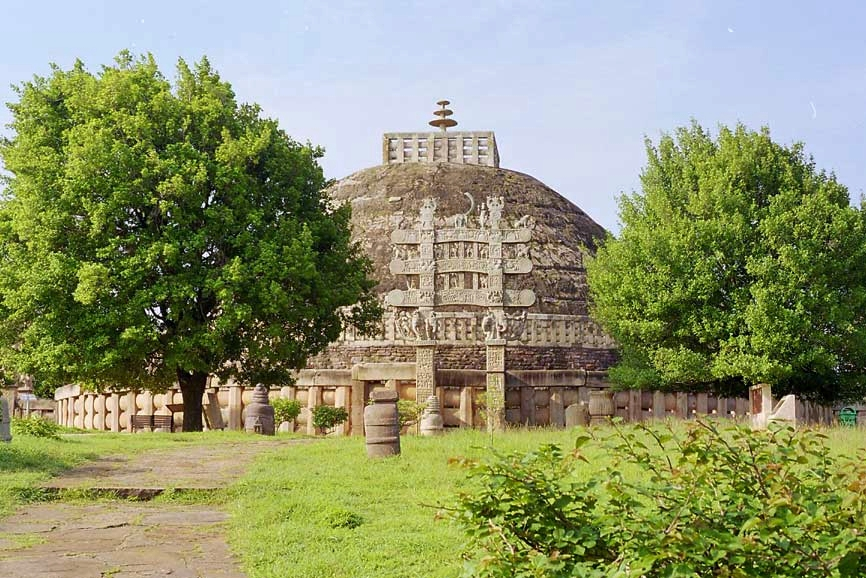
De grote stoepa van Sanchi (stupa 1)

#### Stoepa's
Een stoepa was oorspronkelijk een grafheuvel boven de as van een overledene. De heuvel werd later uitgevoerd in steen en over de relieken van Boeddha gebouwd. Volgens een legende die is overgeleverd door Fa Xian heeft Asoka zeer veel stoepa's gebouwd, namelijk 84000. Dit getal komt overeen met het aantal atomen waaruit de menselijke botten volgens de Indiase gedachten uit die tijd bestaan.
Er zijn echter slechts twee stoepa's waarvan men aanwijzingen heeft dat deze stammen uit de tijd van de Maurya's:
- Sanchi, de beroemdste stoepa in India, en opgenomen in de Werelderfgoedlijst van de UNESCO. Asoka is met de bouw van deze stoepa begonnen;
- Bharhut, een stoepa van 20 meter in diameter. De stoepa is gemaakt van platte baksteen, met afmetingen 30,4×30,4×8,8 cm. In 1873 was er niet veel meer van over en de interessante resten zijn overgebracht naar een museum in Calcutta.

### Beeldhouwkunst
De kapitelen op de pilaren worden als keizerlijke kunst beschouwd. Daarnaast is er ook volkskunst bekend uit de tijd van de Mauryadynastie. Gevonden zijn een aantal beelden van staande figuren, Yaksha, natuurgeesten of lagere goden die door het volk werden aanbeden.

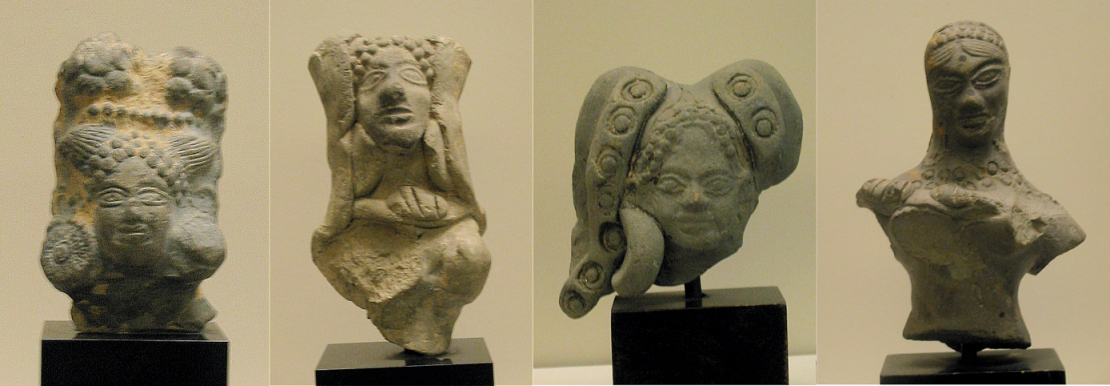
Mauryabeeldjes, te zien in het Musée Guimet, Parijs

## Invloeden

Het nationale symbool van India is dit kapiteel van Asoka

### Invloeden op de Maurya's
De cultuur op het Indische subcontinent is al zeer vroeg beïnvloed door contacten met de westerse wereld. Dit begon al met contacten met het Oude Egypte. Zo is de verloren was-techniek waarschijnlijk afgekeken van de Sumeriërs en de Egyptenaren. De directe voorgangers van de Mauryadynastie, als heersers van het land, waren daarbij de Grieken en de Perzen.
Sommige archeologen menen deze invloeden vooral te zien aan het ontwerp van de pilaren van Asoka en de kapitelen daarvan.

### Invloeden van de Maurya's op het huidige India
Hoewel het Mauryarijk slechts relatief kort bestaan heeft, heeft het een blijvende invloed gehad op de cultuur van India. Doordat voor het eerst vrijwel het gehele subcontinent in een rijk verenigd was, werd de klassieke Indiase beschaving, die tot dan toe beperkt was tot de Gangesvallei, over een veel groter gebied verspreid. Daarnaast hebben de inspanningen van Asoka een grote verspreiding van het boeddhisme zowel binnen als buiten India bewerkstelligd.
Een van de kapitelen van een pilaar van Asoka is nog steeds het symbool voor India. Afbeeldingen van de vier leeuwen worden bijvoorbeeld gebruikt op munten en postzegels.